# 朱琳 (羽毛球运动员)
朱琳（1984年10月29日—），上海人，中國女子羽毛球運動員。她是同济大学市场营销系本科畢業生。

## 生涯
朱琳在1998年加入上海市體工大隊，於4年後晉身國家隊。而她於入選國家隊前，先後贏得過世界青年錦標賽的團體冠軍與全國冠軍賽的女單季軍。後來，在首年成為國家隊一員時，她奪得全國青年錦標賽甲組女單及亞洲青年錦標賽的錦標，並於德國舉行的青年公開賽得亞軍。
2004年，朱琳參與各國際賽，如德國公開賽、波蘭公開賽及法國公開賽，分別取得兩個亞軍和季軍。翌年，她在馬來西亞羽毛球公開賽獲得亞軍並於十運會八強中擊敗雅典奧運金牌得主張寧，並最終為上海取得一面銅牌。2006年中，她在印尼羽毛球公開賽中以2:0擊敗同是中國的盧蘭，奪得冠軍，又在韓國和瑞士公開賽取得亞軍，年尾的多哈亞運中協助中國隊摘下女團小項的金牌。
2007年1月23日，朱琳在馬來西亞超級系列賽女單賽事中以2:0戰勝東道主的黃妙珠，奪得冠軍。又在3月時的全英賽決賽中不敵謝杏芳，取得亞軍。同年8月，朱琳出戰在吉隆坡舉行的世界羽毛球錦標賽，先後淘汰黄妙珠和卢兰，並在決賽中以2比0（21:8、21:12）擊敗中國香港的王晨，奪得個人職業生涯的第一個世界冠軍。
2008年，朱琳接連在公开赛中负于中国的主要对手，丹麦名将拉斯姆森，又两度敗於隊友卢兰；最終，她在2008年北京奥运会的队内选拔中落选，失去了代表中国参加北京奥运会的机会。2010年，朱琳离开国家队，但并未完全放弃羽毛球事业。2012年，朱琳进入上海市青少年训练管理中心工作。

## 主要比賽成績
只列出曾進入準決賽的國際賽事成績：
| 年份   | 賽事                   | 公開賽級別 | 項目     | 成績   |
| ------ | ---------------------- | ---------- | -------- | ------ |
| 2000年 | 世界青年羽毛球錦標賽   | 其他       | 混合團體 | 冠軍   |
| 2002年 | 亞洲青年羽毛球錦標賽   | 其他       | 女子單打 | 冠軍   |
| 2004年 | 法國羽毛球公開賽       | 不適用     | 女子單打 | 準決賽 |
| 2004年 | 波兰羽毛球公开赛       | 不適用     | 女子單打 | 亞軍   |
| 2004年 | 德国羽毛球公开赛       | 不適用     | 女子單打 | 準決賽 |
| 2005年 | 馬來西亞羽毛球公開賽   | 不適用     | 女子單打 | 亞軍   |
| 2006年 | 瑞士羽毛球公開賽       | 不適用     | 女子單打 | 亞軍   |
| 2006年 | 印尼羽毛球公開賽       | 不適用     | 女子單打 | 冠軍   |
| 2006年 | 泰國羽毛球公開賽       | 不適用     | 女子單打 | 冠軍   |
| 2006年 | 韓國羽毛球公開賽       | 不適用     | 女子單打 | 亞軍   |
| 2006年 | 日本羽毛球公開賽       | 不適用     | 女子單打 | 準決賽 |
| 2006年 | 亞洲運動會羽毛球比賽   | 其他       | 女子團體 | 金牌   |
| 2007年 | 馬來西亞羽毛球超級賽   | 超級賽     | 女子單打 | 冠軍   |
| 2007年 | 韓國羽毛球超級賽       | 超級賽     | 女子單打 | 亞軍   |
| 2007年 | 全英羽毛球超級賽       | 超級賽     | 女子單打 | 準決賽 |
| 2007年 | 印尼羽毛球超級賽       | 超級賽     | 女子單打 | 亞軍   |
| 2007年 | 泰國羽毛球黃金大獎賽   | 黃金大獎賽 | 女子單打 | 冠軍   |
| 2007年 | 世界羽毛球錦標賽       | 其他       | 女子單打 | 冠軍   |
| 2007年 | 丹麥羽毛球超級賽       | 超級賽     | 女子單打 | 準決賽 |
| 2007年 | 香港羽毛球超級賽       | 超級賽     | 女子單打 | 亞軍   |
| 2008年 | 馬來西亞羽毛球超級賽   | 超級賽     | 女子單打 | 亞軍   |
| 2008年 | 印度羽毛球黃金大獎賽   | 黃金大獎賽 | 女子單打 | 準決賽 |
| 2008年 | 印尼羽毛球超級賽       | 超級賽     | 女子單打 | 冠軍   |
| 2008年 | 優霸盃                 | 其他       | 女子團體 | 冠軍   |
| 2008年 | 中國羽毛球超級賽       | 超級賽     | 女子單打 | 準決賽 |
| 2008年 | 香港羽毛球超級賽       | 超級賽     | 女子單打 | 準決賽 |
| 2009年 | 德國羽毛球大獎賽       | 大獎賽     | 女子單打 | 亞軍   |
| 2009年 | 亞洲羽毛球錦標賽       | 其他       | 女子單打 | 冠軍   |
| 2010年 | 美國羽毛球黃金大獎賽   | 黃金大獎賽 | 女子單打 | 冠軍   |
| 2010年 | 加拿大羽毛球大獎賽     | 大獎賽     | 女子單打 | 冠軍   |
| 2011年 | 紐西蘭羽毛球國際挑戰賽 | 國際挑戰賽 | 女子單打 | 準決賽 |

| 2007-2017年 | 首要超級賽 | 超級賽 | 黃金大獎賽 | 大獎賽 | 國際挑戰賽 | 國際系列賽 | 未來系列賽 | 其他 |

| 2018-2026年 | 總決賽 | 超級1000賽 | 超級750賽 | 超級500賽 | 超級300賽 | 超級100賽 | 國際挑戰賽 | 國際系列賽 | 未來系列賽 | 其他 |

### 奧運會和世錦賽參賽紀錄
|          | 2007 |
| -------- | ---- |
| 女子單打 | 冠軍 |